# Spojené arabské emiráty
Spojené arabské emiráty (SAE) nebo jen Emiráty jsou stát v jihozápadní Asii na Blízkém východě, na východním konci Arabského poloostrova. Na východě a severovýchodě sousedí na pevnině s Ománem a na jihozápadě se Saúdskou Arábií, na moři v Perském zálivu s Katarem a Íránem. Celá země má charakter pouště nebo polopouště, jih země tvoří část pouště Rub al-Chalí, východ a sever zaujímají hory, severovýchodní pobřeží tvoří slané pláně. Panuje zde suché pouštní klima, s horkými léty a teplými zimami. Spojené arabské emiráty se skládají ze sedmi emirátů, na ploše 83 000 km² žije 11 milionů obyvatel. Hlavním městem je Abú Zabí, Dubaj je nejlidnatějším městem a je mezinárodním centrem; mezi další významná města patří Šardžá, Al-Ajn a Adžmán. Vlastní arabští Emiráťané tvoří jen necelých 12 % obyvatel, zbytek jsou přistěhovalci: skoro dvě pětiny obyvatel jsou Indové, dále zde žijí Egypťané, Bangladéšané, Pákistánci, Filipínci. Úředním jazykem je arabština, zatímco nejpoužívanějším jazykem a obchodním jazykem je angličtina. Oficiálním náboženstvím je islám.  
Artefakty nalezené v Emirátech ukazují na historii lidského osídlení přes 125 000 let. V době bronzové v oblasti žili, Sumerům známí, „Maganové“, kteří obchodovali jak s pobřežními městy, tak se zpracovateli bronzu z vnitrozemí. V době železné a následném helénistickém období zůstala oblast důležitým pobřežním obchodním entrepôtem. Oblast se v 7. století islamizovala a v islámské éře se znovu stala důležitým centrem obchodu, soustředěným zejména kolem přístavů Džulfar, Dibba a Chór Fakkán. Ty ve spojení s rozsáhlou východoarabskou obchodní sítí, která se soustředila kolem Hormuzského království, tvořily důležitý článek arabského monopolu na obchod mezi Východem a Evropou. V pozdní islámské éře se vedle rozvoje zemědělství ve vnitrozemských oázách, jako jsou Liwa, Al-Ajn a Dhaid, rozvíjela řada malých obchodních přístavů a kmenová beduínská společnost koexistovala s usedlým obyvatelstvem v pobřežních oblastech.   
Když Portugalci pod vedením Afonsa Velikého vtrhli do oblasti a narušili arabské obchodní sítě, došlo k řadě vpádů a bitev podél pobřeží, což vyvolalo úpadek obchodu a nárůst regionálních konfliktů v důsledku roztříštění hormuzské moci. Následné konflikty mezi námořními komunitami Smluvních států a Brity vedly k vyplenění Rás al-Chajmy britskými vojsky v roce 1809 a znovu v roce 1819, což vyústilo v první z řady britských smluv s místními vládci v roce 1820. Tyto smlouvy vedly k míru a prosperitě na pobřeží a podpořily obchod s přírodními perlami i oživení dalšího regionálního obchodu. Další smlouva z roku 1892 přenesla vnější vztahy na Brity výměnou za status protektorátu. Britské rozhodnutí z počátku roku 1968 o ukončení angažovanosti v poručenských státech vedlo k rozhodnutí založit federaci. Šest emirátů dne 2. prosince 1971 vyhlásilo Spojené arabské emiráty a o tři měsíce později se přidal poslední, sedmý. Naopak dva z bývalých Smluvních států, Bahrajn a Katar, se rozhodly nepřipojit a zvolily samostatnost. První prezident federace šejk Zájid bin Sultán Ál Nahján dohlížel na rozvoj emirátů tím, že investoval příjmy z ropy do zdravotnictví, vzdělávání a infrastruktury.
Spojené arabské emiráty jsou federativní polokonstituční monarchií tvořenou federací sedmi dědičných politických jednotek na bázi kmenových monarchií zvaných šejcháty. Hlavou státu je prezident, zákonodárným orgánem je jednokomorová Nejvyšší federální rada. Zásoby ropy a zemního plynu ve Spojených arabských emirátech jsou obě sedmé největší na světě. Zájid bin Sultán Ál Nahján, vládce Abu Dhabi a první prezident země, dohlížel na rozvoj emirátů tím, že investoval příjmy z ropy do zdravotnictví, vzdělávání a infrastruktury. Emirátská ekonomika je čtrnáctá na světě podle parity kupní síly v přepočtu na obyvatele. Země má nejdiverzifikovanější ekonomiku mezi členy Rady pro spolupráci v Zálivu, v 21. století se Emiráty staly méně závislými na ropě a plynu a ekonomicky se zaměřují na cestovní ruch a podnikání. Jsou považovány za střední mocnost. V indexu lidského rozvoje zaujímají 15. místo. Organizace na ochranu lidských práv je považují v oblasti lidských práv za podprůměrné, jejich index lidské svobody dosahuje pouze 6,06 bodu, přičemž uvádějí zprávy o věznění a mučení kritiků vlády, a o případech nucených zmizení. Individuální práva, jako je svoboda shromažďování, sdružování, projevu a svoboda tisku, jsou tvrdě potlačována. Spojené arabské emiráty jsou členem Organizace spojených národů, Ligy arabských států, Organizace islámské spolupráce, Organizace zemí vyvážejících ropu, Hnutí nezúčastněných zemí, Světové obchodní organizace a seskupení BRICS. Jsou rovněž partnerem Šanghajské organizace pro spolupráci.

## Historie

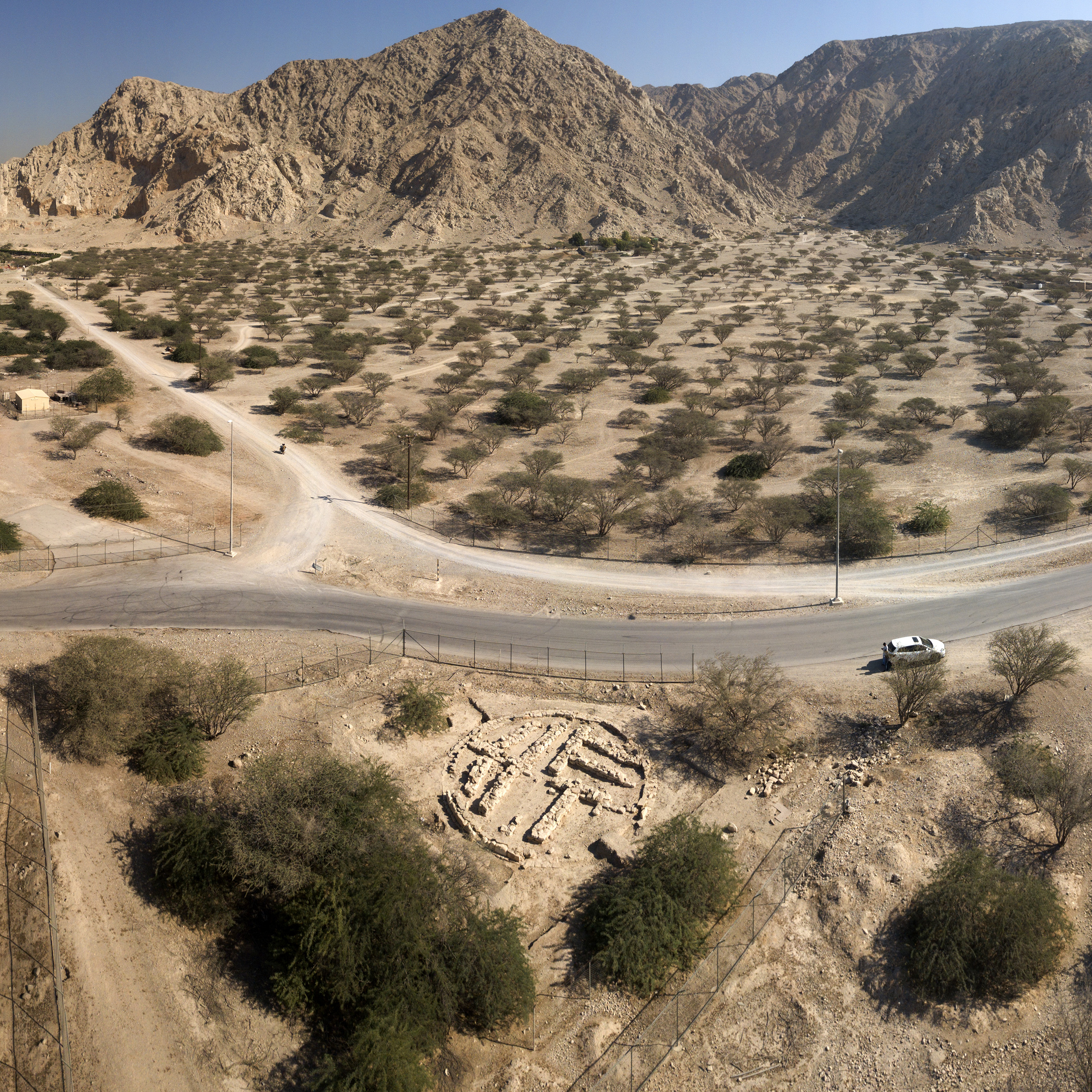
Pohřebiště kultury Umm Al-Nar

Kamenný nástroj používaný k porážení zvířat objevený u pobřeží Perského zálivu naznačuje, že lidé v oblasti sídlili možná již před 130 000 lety.
Pravěké osídlení bylo archeologicky doloženo k době 5000 let př. n. l. Souvislé trvání osady při zálivu sahá do doby 3200 př. n. l., archeologové hovoří v této souvislosti o kultuře Hafit. V období 2600–2000 př. n. l. existovala na území současných Spojených arabských emirátů, zejména kolem dnešního Abú Zabí, kultura doby bronzové zvaná Umm Al-Nar. Tato kultura obchodovala s Harappskou kulturou v údolí Indu, s Mezopotámií, jakož i se starým Íránem, Baktrií a Levantou. Sumerské zdroje hovoří o území dnešních Emirátů jako o domově „Makkanů“ nebo „Maganů“.
Další kultura zvaná Wadi Suq (2000 až 1300 př. n. l.), řazená k době železné, již přešla ke kočovnictví a vytvořila první zavlažovací systémy umožňující osídlení i více ve vnitrozemí. 
Někdy po roce 1200 př. n. l. území ovládli Achaimenovci (o čase jejich příchodu do oblasti se vedou spory, jejich vliv je doložen spíše až od 7. století př. n. l.), kteří pak roku 550 př. n. l. zformovali Achaimenovskou říši, zvanou též První perská říše, jejíž součástí se emirátské území stalo. V achaimenovské éře došlo k výstavbě opevněných osad a vybudování zavlažovacího systému zvaného falaj. Po rozbití říše, způsobeném invazí Alexandra Makedonského roku 330 př. n. l., se historické údaje o oblasti ztrácejí, určité civilizační centrum se totiž zachovalo spíše v oblasti dnešního Ománu. Zdá se však, že zejména od 2. století docházelo k příchodu kmenů ze západu a jihozápadu Arabského poloostrova, zhruba z území dnešní Saúdské Arábie. Území ve 3. století ovládali Sásánovci, centrum jejich říše bylo však mnohem severněji, na území dnešního Iráku a Íránu, a emirátské území bylo jen periferií.
Je známo, že kolem roku 600 se v oblasti uchytilo nestoriánské křesťanství. Ale nakonec jasně převládl islám. Zakladatel islámu Mohamed oslovil vládce Ománu již roku 630, devět let po hidžře. Ti odcestovali do Medíny a konvertovali k islámu. Zároveň přijali úkol vyhnat Sásánovce, což se jim podařilo. Po smrti Mohameda hrozilo, že se nové islámské komunity na jihu Perského zálivu rozpadnou a hrozila i povstání proti muslimským vůdcům. Chalífa Abú Bakr tak vyslal z hlavního města Medíny armádu, která území ovládla (tzv. války ridda zvané též války proti apostázi) a území Emirátů tak bylo začleněno do nově vzniklého Rášidského chalífátu. Důležitými body se v té době stal přístav Džulfar (dnešní Rás al-Chajma) a oáza tehdy zvaná Tu'am, jež byla důležitým obchodním centrem pro velbloudí karavany cestující mezi pobřežím a arabským vnitrozemím. 
Kočovnické kmeny a skupiny zakládaly sezónní a polosezónní osady a centra. Všechny současné emiráty mají tento kořen. Nejsilnějším kmenem byl Bani Jas, který položil základ dnešního Abú Zabí. Kmen Al Kavasim ovládal námořní obchod. Obyvatelstvo se živilo hlavně sběrem mořských perel, rybolovem a dálkovým obchodem. 

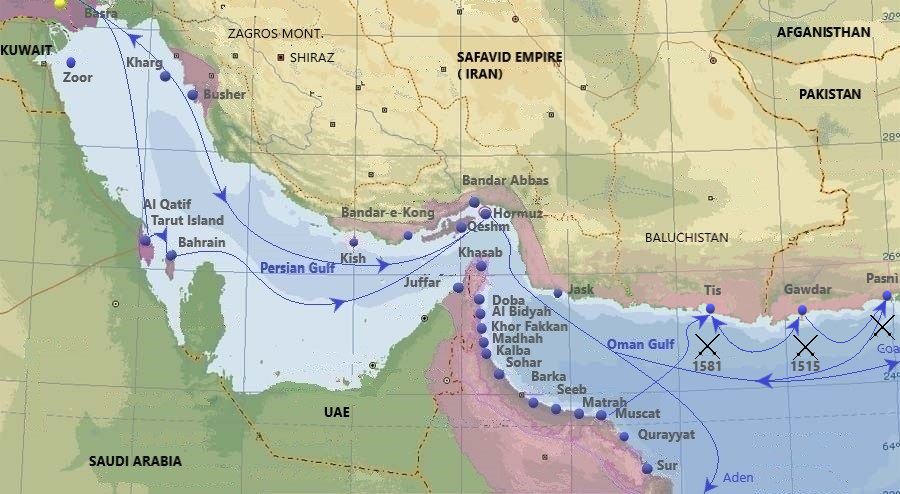
Fialově označeno území dobyté Portugalci

Expanze evropských koloniálních říší do oblasti Perského zálivu přivedla nejprve Portugalce. Ti si udržovali vliv na pobřežní osady a od 16. století podnikali i výboje do vnitrozemí, pod vedením Afonsa de Albuquerqua. V 17. století ovládli široký pás země, který ovšem zahrnoval především území dnešního Ománu. Na území emirátském pro ně byl důležitý zejména přístav Džulfar a ovládli i osadu Chór Fakkán (které říkali Corfacão).

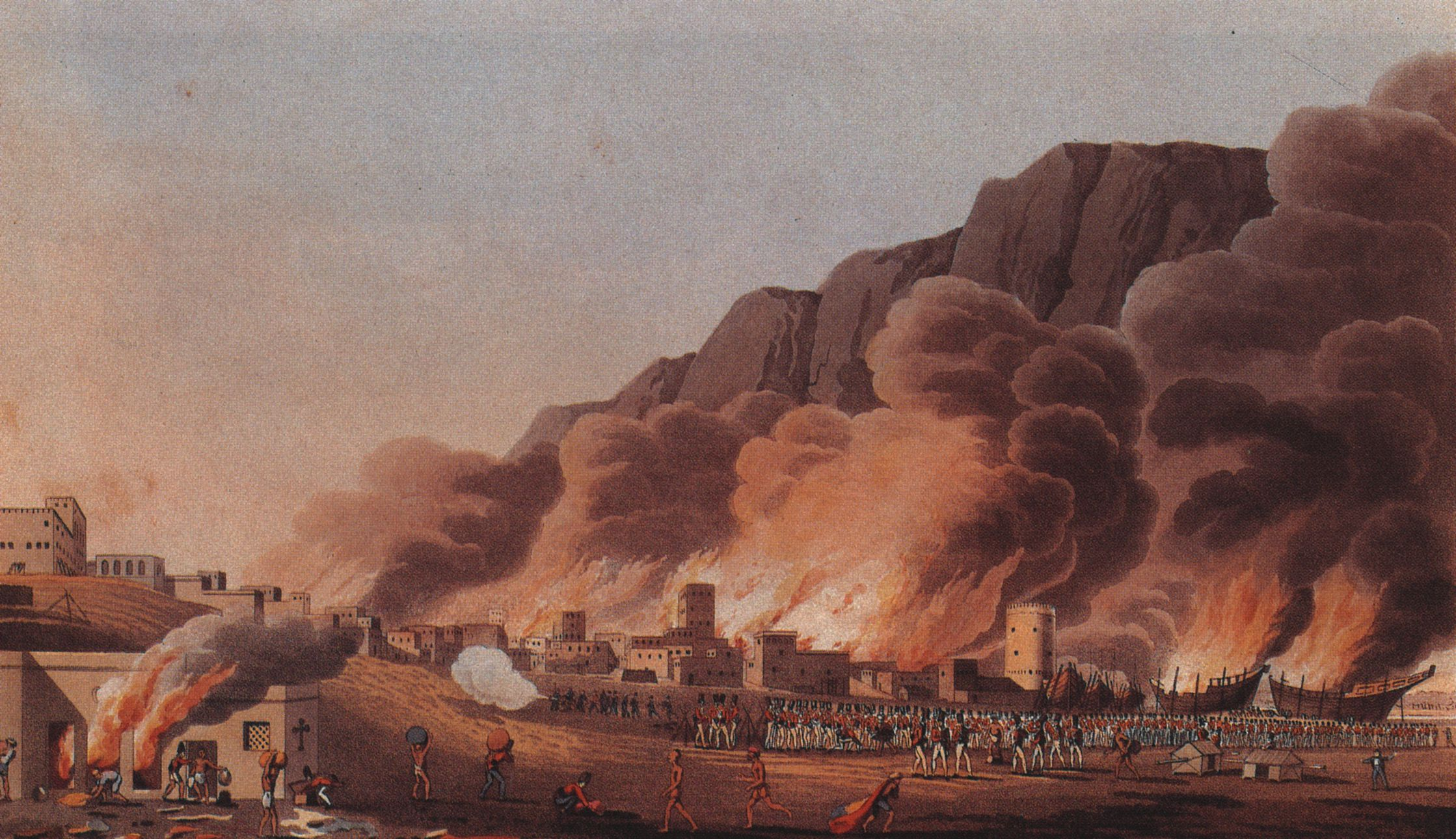
Britové dobývají Rás al-Chajmu roku 1809

Emiráty se v závěru 18. století staly místem hospodářského a politického zájmu Britů, kteří ovládli celé území a od roku 1787 vytvořili síť vojenských základen – typové pevnosti na čtvercovém půdorysu se čtyřmi válcovými věžemi a dvěma podzemními patry. Důvodem měl být boj s pirátstvím, Britové toto území nazývali také Pirátským pobřežím. Emirátští historikové však teze o pirátství odmítají, z jejich úhlu pohledu čelili Britové především odporu Al Kavasim, který byl dle nich logický a legitimní, a boj proti pirátům byl jen záminkou k postupnému ovládnutí oblasti, zejména obchodu s perlami. Knihu vyvracející mýtus o pirátství sepsal v roce 1986 i jeden z emírů, Sultan bin Muhammad Al-Kasimi, vládce emirátu Šardžá.
Hlavní vojenské kampaně Britů k ovládnutí pobřeží se odehrály v letech 1809 a 1819. Následující rok podepsala Británie s řadou místních vládců příměří, jež dalo vzniknout výrazu Trucial States, neboli Smluvní státy, někdy se užívalo i pojmu Trucial Oman, tedy Smluvní Omán. Další smlouva byla podepsána v roce 1843 a v roce 1853 byla schválena „věčná smlouva o námořním příměří“. V té době se vžil další název pro region – Pobřeží příměří. K tomu byla přidána „výlučná dohoda“ podepsaná v roce 1892, která z Trucial States udělala britský protektorát. „Smluvní“ šejkové se zavázali, že nebudou prodávat půdu nikomu jinému než Britům a nebudou bez jejich souhlasu vstupovat do vztahů s žádnou jinou zahraniční vládou. Na oplátku Britové slíbili, že budou chránit pobřeží před agresí po moři, a že budou pomáhat i v případě pozemního útoku z vnitrozemí. Krom problémů politických sužovala v letech 1841–1892 obyvatelstvo i epidemie pravých neštovic.

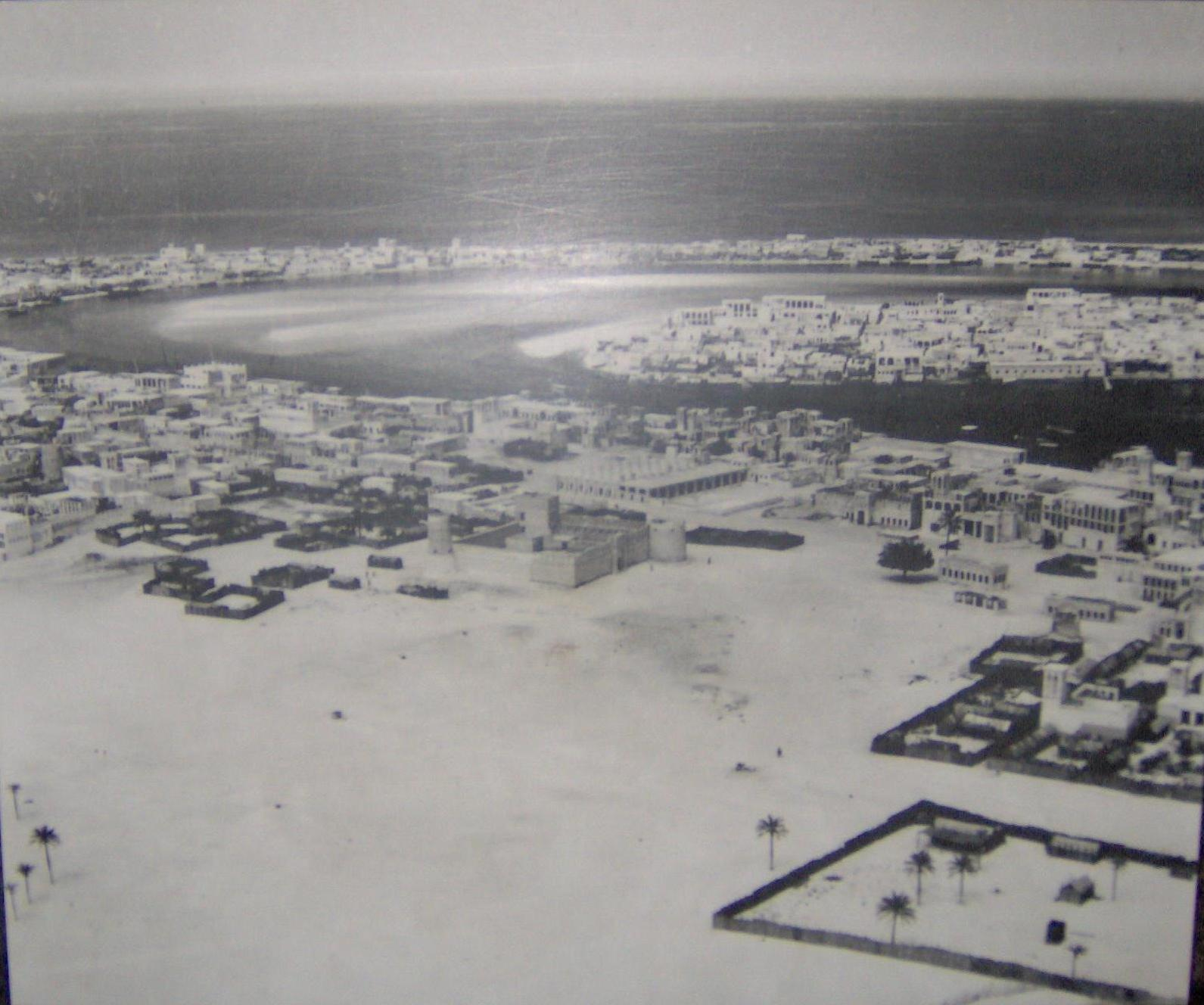
Dubaj v roce 1950

Mnozí šejkové se cítili poškozeni vyhlášením protektorátu, i proto, že britský zákaz obchodu s otroky vedl ke ztrátě jejich důležitého zdroje příjmů. Obchod s perlami jim však brzy nahradil tyto ztráty a konec 19. století a začátek 20. století byly ve znamení prosperity. Obchody však narušila nejprve první světová válka a později dvě rány, které přišly téměř současně: velká hospodářská krize a vynález umělé výroby perel. Poslední ránu zasadila obchodu s pravými perlami vláda nově vzniklé nezávislé Indie v roce 1947, když uvalila vysoká cla na perly dovážené z Perského zálivu. To vedlo k extrémním ekonomickým obtížím celé oblasti. 
Emírové se snažili nahradit zhroucení obchodu s perlami nalezením ropy, která v té době již byla s úspěchem těžena v okolních státech, v Bahrajnu, Kataru či Kuvajtu. Vrt do hloubky 4000 metrů, který byl s obrovskými náklady proveden v roce 1950, však na ropu nenarazil. Síly při hledání ropy spojili Britové (BP) a Francouzi (Total), mezi nimi i známý oceánograf Jacques-Yves Cousteau. Průlom přišel v roce 1958, kdy námořní vrtná plošina objevila ropu nedaleko Abú Zabí. V roce 1962 byl vyvezen první barel emirátské ropy do zahraničí – zlé časy skončily a nastala znovu éra prosperity. Zejména vládce emirátu Abú Zabí Zajd bin Sultán Ál Nahján zahájil velkorysou výstavbu škol, nemocnic a silnic.
Problémem politickým, ale i ekonomickým (limitujícím hledání a těžbu ropy ve vnitrozemí) byly nejasné hranice mezi jednotlivými emiráty a ostatními státy v oblasti. V 50. letech se tuto problematiku rozhodli vyřešit Britové, ale diplomat Julian Walker neuspěl. Problém se přelil i do éry samostatnosti, spor o hranice se Saúdskou Arábií byl vyřešen roku 1974, spor o hranice s Ománem skončil dohodou dokonce až roku 2008. 

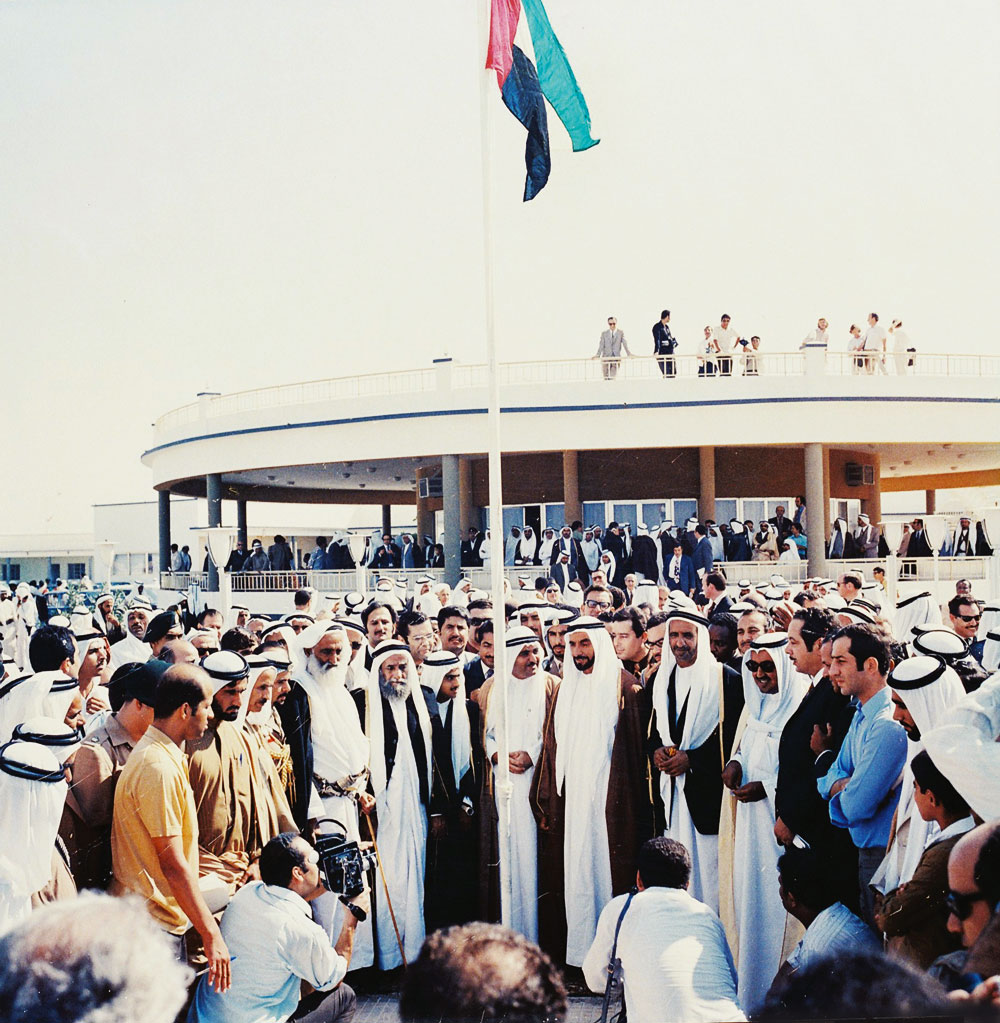
Historické vyvěšení vlajky nového státu 2. prosince 1971 před Domem federace v Dubaji

Zmíněná samostatnost přišla brzy a iniciovali ji kupodivu Britové. Ti se v 60. letech dostali do velmi složité ekonomické situace. Dne 24. ledna 1968 oznámil britský premiér Harold Wilson rozhodnutí vlády, které v březnu 1971 znovu potvrdil předseda vlády Edward Heath: ukončit smluvní vztahy se všemi Trucial States. Britové již neměli sílu zajistit jim ochranu. Ál Nahján se pokusil přesvědčit Brity, aby ctili smlouvy o ochraně, a nabídl jim uhradit veškeré náklady na udržení britských ozbrojených sil v Emirátech. Britská labouristická vláda však nabídku odmítla. Zástupci devíti emirátů pak narychlo svolali kongres, kde měl být ustaven společný stát, ale do poloviny roku 1971 se nedokázali dohodnout na podmínkách unie, přestože smlouva s Brity měla vypršet v prosinci téhož roku. Obavy z toho, že by se území Emirátů mohla zmocnit nějaká síla v oblasti, sílily a nebyly plané. Zvláště poté, co íránská skupina torpédoborců přerušila vojenské cvičení v oblasti dolního zálivu a vpadla na Tunbské ostrovy. Britská válečná loď zůstala během invaze nečinná. Vzápětí se skupina dalších íránských torpédoborců přiblížila k ostrovu Abú Músá. V tomto případě šejk Chálid bin Mohammed Al Kasimi začal vyjednávat s íránským šáhem a domluvil s ním alespoň, že ostrov nebude přepaden, ale pronajmut Íránu za 3 miliony dolarů ročně. Zálusk měla ale i Saúdská Arábie, která vyhlásila svůj nárok na Abú Zabí. Pod tímto tlakem se 2. prosince 1971 v dubajském penzionu (nyní známém jako Dům federace) šest z emirátů dohodlo na vstupu do federace zvané Spojené arabské emiráty. Poslední, sedmý emirát, Rás al-Chajma se k federaci připojil 10. ledna 1972. Naopak dva z bývalých Trucial States, Bahrajn a Katar, se rozhodly nepřipojit a zvolily samostatnost. Prvním prezidentem federace se stal Zajd bin Sultán Ál Nahján, někdy označovaný za „otce národa“.
V únoru 1972 byla vytvořena Federální národní rada, čtyřicetičlenný poradní orgán jmenovaný sedmi emíry. Spojené arabské emiráty vstoupily 6. prosince 1971 do Ligy arabských států a 9. prosince do OSN. V květnu 1981 byly zakládajícím členem Rady pro spolupráci arabských států v Zálivu.

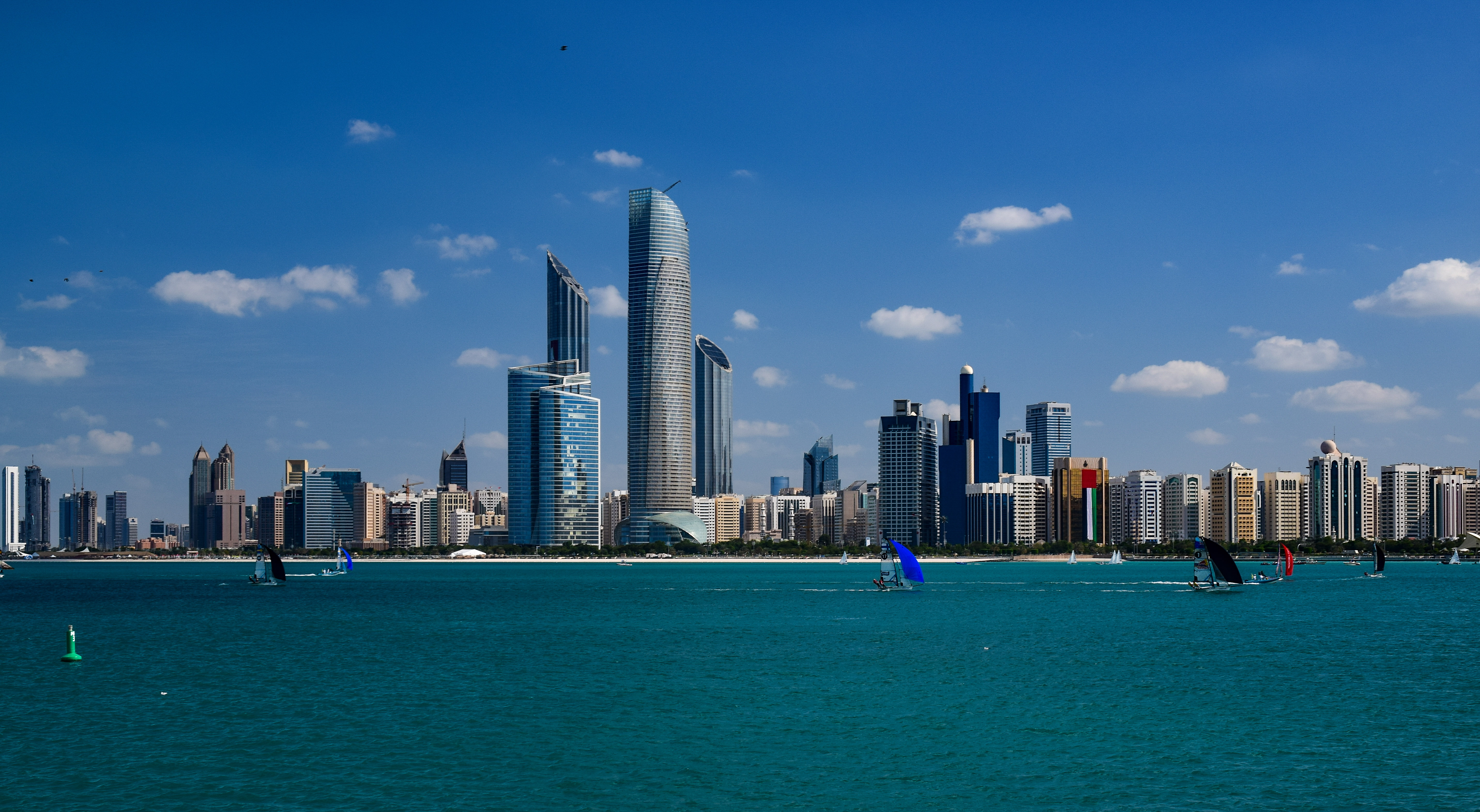
Moderní Abú Zabí

Spojené arabské emiráty se pak opřely především o spojenectví se Spojenými státy americkými. Podporovaly vojenské operace USA v oblasti i jinde v muslimském světě, ať to byla operace Pouštní bouře v roce 1990, válka proti Tálibánu v Afghánistánu (2001) anebo proti Saddámovi Husajnovi v Iráku (2003). Země podepsala smlouvu o společné obraně s USA v roce 1994. V roce 1995 ale uzavřela podobnou dohodu i s Francií a v lednu 2008 podepsaly Francie a SAE smlouvu umožňující Francii zřídit stálou vojenskou základnu v emirátu Abú Zabí. Samy Spojené arabské emiráty nebývají vojensky příliš aktivní, ale připojily se například k mezinárodním vojenským operacím v Libyi v březnu 2011. Od března 2015 byly SAE zapojeny do války v Jemenu v rámci koalice vedené Saúdskou Arábií.
SAE experimentují i s demokratickými reformami, 16. prosince 2006 se konaly vůbec první celonárodní volby, voliči si v nich zvolili polovinu členů Federální národní rady. Vývoj je ale pozvolný, Spojené arabské emiráty unikly arabskému jaru, které zažily jiné země v oblasti. Při vědomí protestů v nedalekém Bahrajnu v listopadu 2012 Spojené arabské emiráty zakázaly kritiku vlastní vlády a pokusy organizovat veřejné protesty prostřednictvím sociálních sítí. Velmi tvrdě vláda zakročuje také proti islamistickým tendencím, které představuje zejména skupina Al Islah napojená na Muslimské bratrstvo. V roce 2020 SAE, spolu s Bahrajnem, navázaly diplomatické vztahy s Izraelem. Předtím tak učinily jen dvě arabské země – Egypt a Jordánsko. Ve stejném roce SAE liberalizovaly veřejný život, například zrušením zákazu pití alkoholu či zrušením institutu „zločinu ze cti“.

## Státní symboly

### Vlajka
Vlajka SAE je tvořena listem o poměru stran 1:2 se třemi vodorovnými pruhy, zeleným, bílým a černým. U žerdi je svislý pruh červené barvy (jeho šířka je rovná čtvrtině délky vlajky).

### Znak
Státní znak SAE je tvořen zlatým sokolem (s bílou zbrojí a dvěma řadami letek), stojícím na červeném panelu s bílým názvem státu. Na hrudi má kruhový emblém s vyobrazením vlajky SAE (červený pruh je heraldicky vpravo). Jednotlivé pruhy vlajky nejsou přímé ale do oblouku, takže působí plastickým dojmem, navíc mají jednotlivá pole vlajky odlesky. Pole je ohraničeno bílým (na obrázku stříbrným s černým lemem) mezikružím, na jehož vnějším okraji je položeno sedm bílých hvězd.

## Geografie
Většinu území zaujímá plochá nížina, která je z větší části pokrytá pouští. Pobřeží je lemováno ostrovy (na jednom z nich leží hlavní město Abú Zabí). Podnebí je tropické a suché. Nejteplejší měsíce jsou červenec a srpen, kdy průměrné teploty přesahují 45 °C. Průměrné srážky dosahují asi 100 mm a v horách až 350 mm. Velice časté jsou silné písečné bouře.

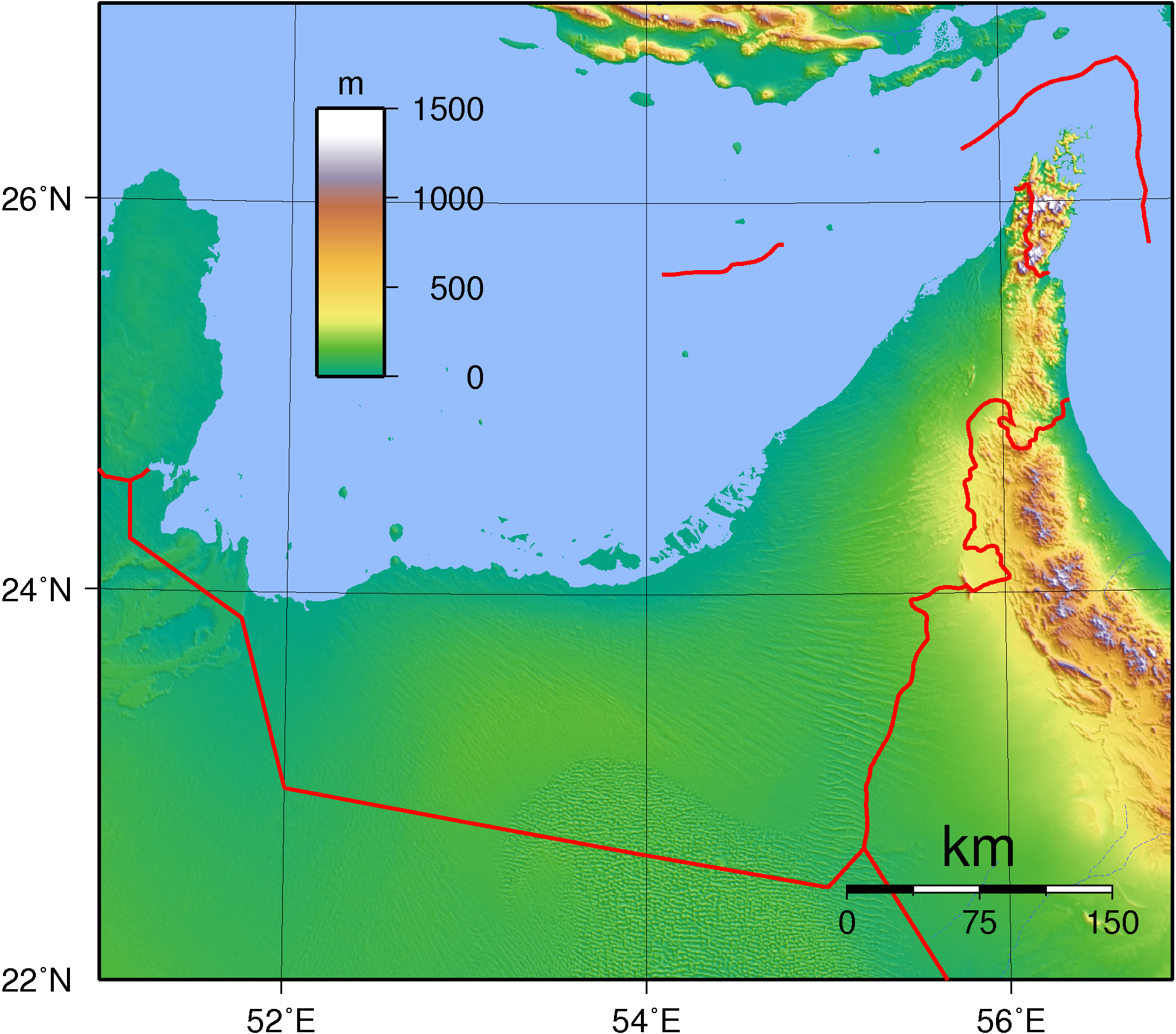
Topografická mapa SAE
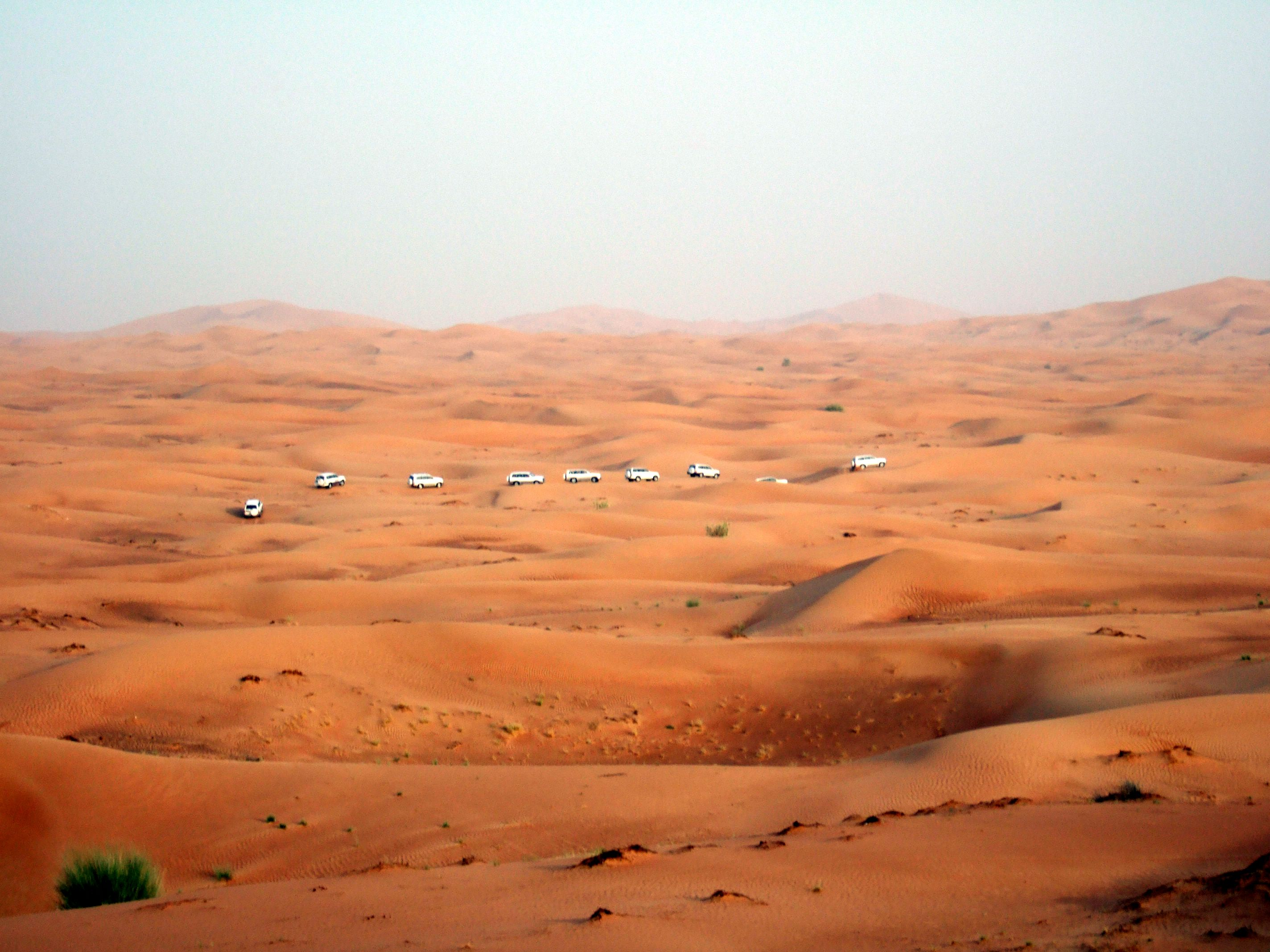
Poušť poblíž Dubaje
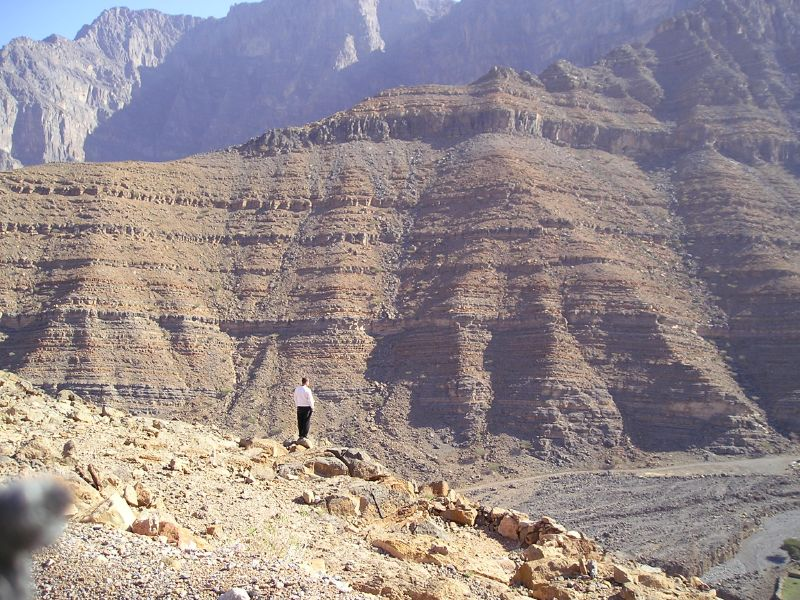
Hornatý region na severu
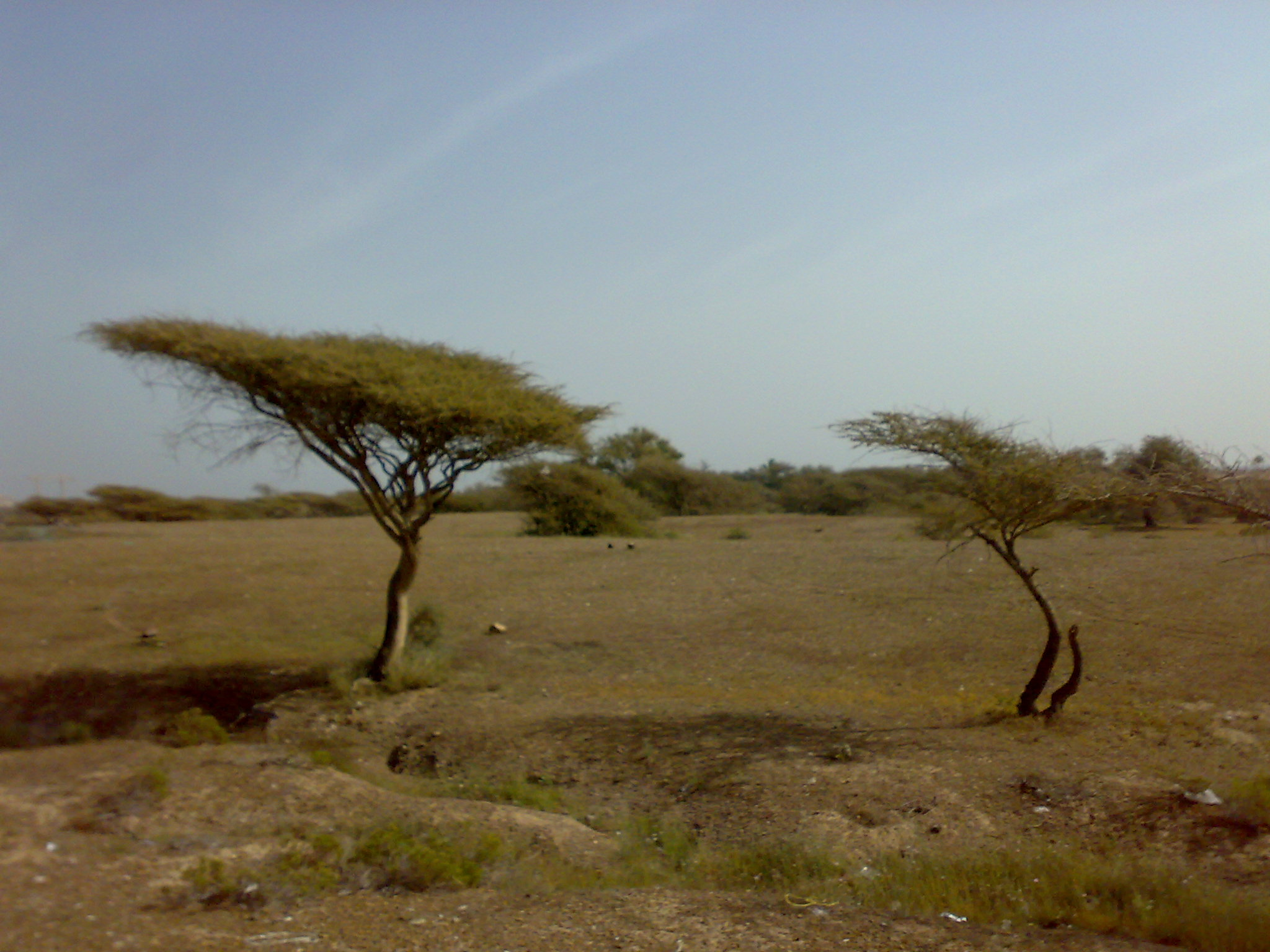
Akácie rostoucí v emirátu Fudžajra

## Obyvatelstvo

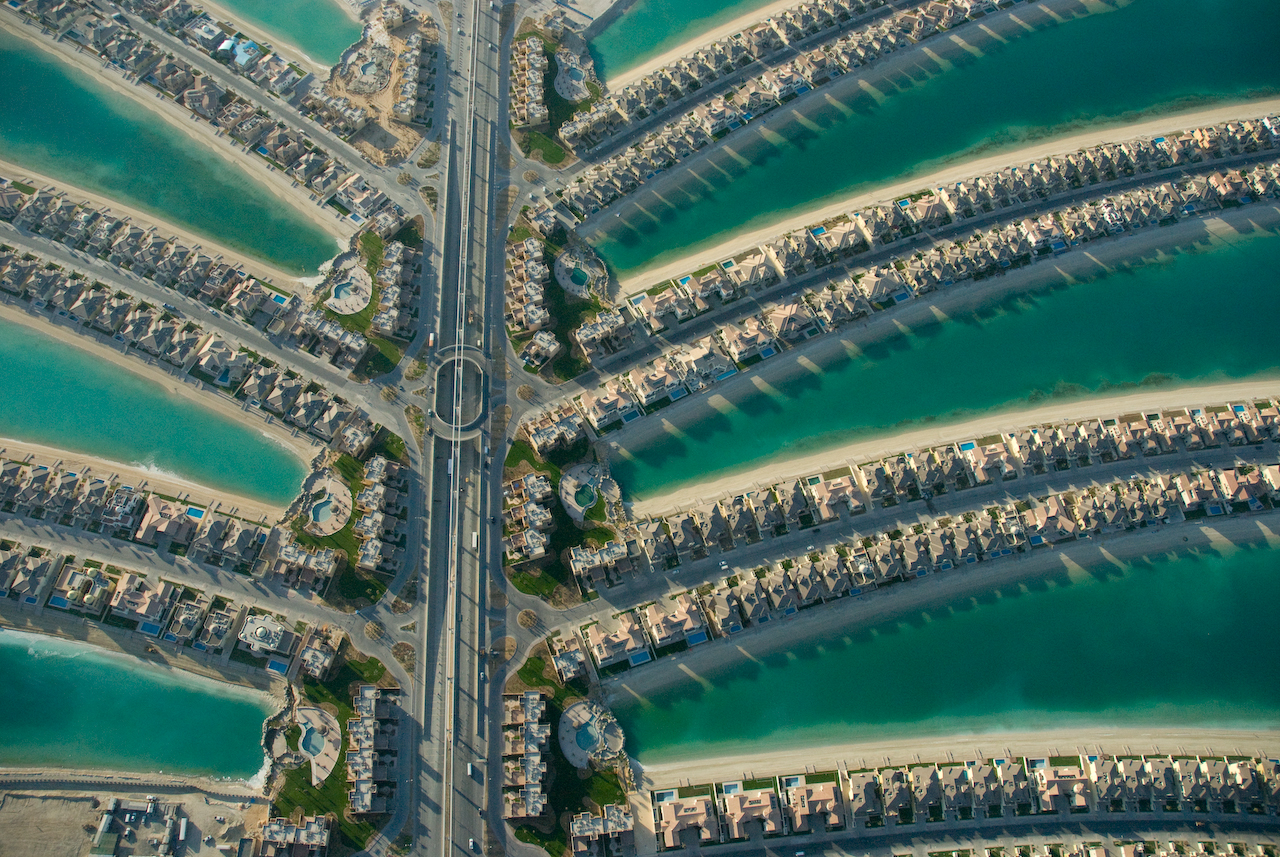
Vily na umělém ostrově v Dubaji

Dle odhadů mají Spojené arabské k roku 2024 celkem 11 027 129 obyvatel. Občané Emirátu tvoří jen 11,5 % obyvatelstva. Zbytek, tedy 88,5 % obyvatel, tvoří přistěhovalci, především z Indie, Pákistánu, Bangladéše a Filipín. Oficiální statistiky k dispozici nejsou, ale podle průzkumu Euromonitor International z roku 2015, tvoří ve třech emirátech – Dubaj, Šardžá a Adžmán – Indové 25 procent populace a Pákistánci 13 procent. Migrace do SAE je jedna z nejvyšších na světě, přistěhovalci ale nemají status občana. Občanství Spojených arabských emirátů je velmi obtížné získat, jde to pouze za velmi zvláštních okolností. V zemi je též 500 000 přistěhovalců z Evropy, Austrálie, Severní a Latinské Ameriky. Historická vazba na Británii způsobuje, že plná pětina z nich jsou Britové.
Naprostá většina občanů vyznává Islám, který je i státním náboženstvím. 85% emirátských občanů (což je ovšem jen malá část obyvatel) jsou sunnité. Zbývajících 15% občanů tvoří šíité, kteří jsou soustředěni v Dubaji a Šardžá. Muslimové mají zákonem zakázáno opustit islám. Žádné oficiální statistické údaje o náboženské víře mezi přistěhovalci, kteří nemají status občana, neexistují. Většinou jde také o sunnitské muslimy, podíl šíitů se odhaduje o něco větší než mezi občany, možná okolo 20 procent. Menší komunita Ománců v zemi vyznává ibádíju. V zemi je též komunita křesťanů, tvořená především přistěhovalci z Filipín, Libanonu, Sýrie a Evropy, která využívá 45 kostelů a může tvořit podle odhadů až 13 procent obyvatelstva (započítáme-li i přistěhovalce – neobčany). Přistěhovalci z Indie vyznávají hinduismus. Vláda je k nim poměrně tolerantní a obecně málokdy zasahuje do náboženských aktivit nemuslimů. Některá liberalizační opatření, která ve 21. století v SAE byla realizována, se připisují právě snaze přilákat a udržet v zemi i nemuslimské, především tedy hinduistické přistěhovalce. Zvláště stavební boom by byl bez nich nemyslitelný. Hinduisté tvoří podle odhadů asi 7 procent všech obyvatel. V zemi je malá, asi třítisícová, komunita židů, od roku 2008 má k dispozici jednu synagogu. V roce 2019 vláda po mnoha letech oficiálně existenci této komunity uznala.
Drtivá většina obyvatel žije na pobřeží, z toho 60 % obyvatel jen ve městech Abú Zabí a Dubaji; přes 95 % území je v podstatě liduprázdných. S poměrem 2,2 muže na jednu ženu je pohlavní nerovnováha SAE po Kataru druhá nejvyšší na světě. Průměrná délka života je 76,7 (k roku 2012), což je více než v jakékoli jiné arabské zemi. K roku 2007 trpělo celkem 19,5 % obyvatel SAE ve věku od 20 do 79 let cukrovkou a tímto podílem obyvatel trpící zmíněnou chorobou se SAE dostaly na první místo na světě.

### Nedodržování lidských práv

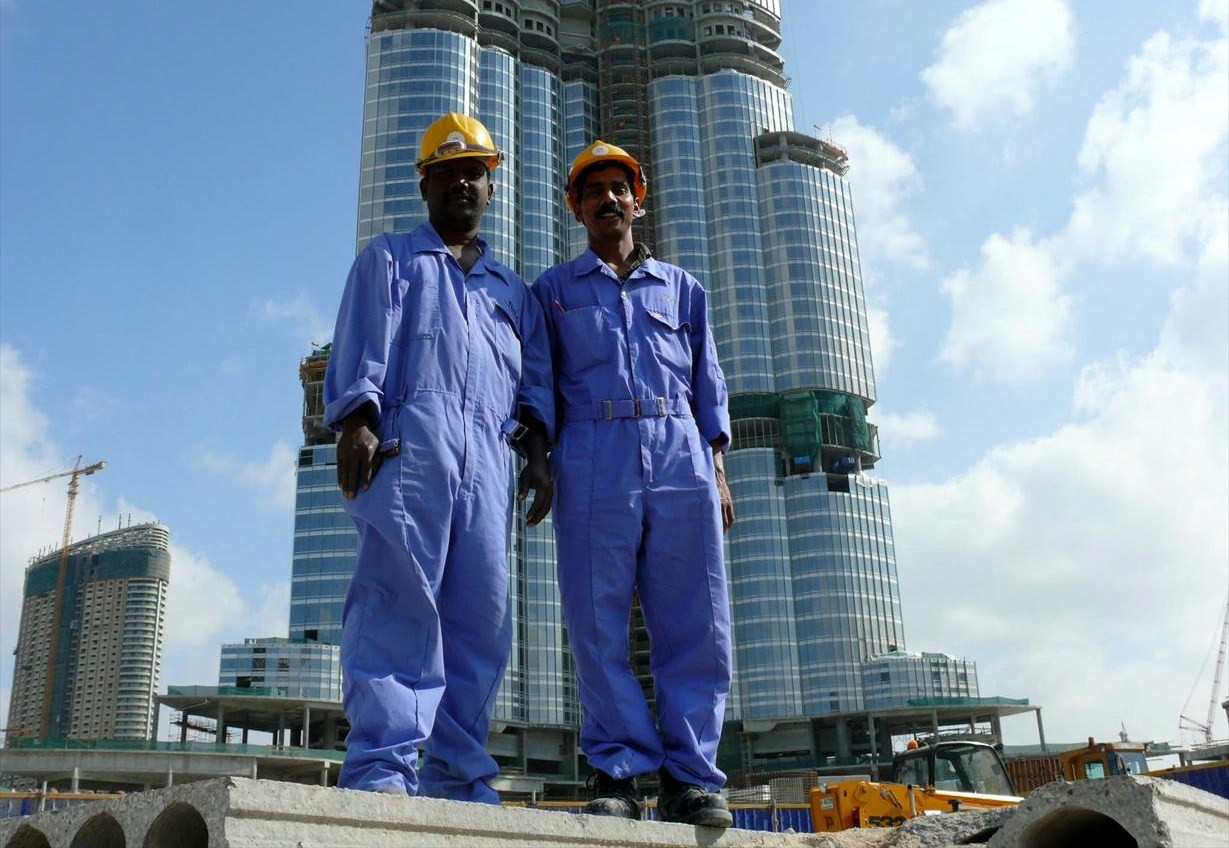
Ve Spojených arabských emirátech pracují miliony dělníků a pracovníků, jejichž lidská práva nejsou dodržována. Praxe bývá nazývána jako moderní otroctví

Rozvoji Spojených arabských emirátů je vyčítáno nedodržováním lidských práv, obchod s lidmi a velmi špatné pracovní podmínky. Tato praxe bývá přezdívána jako „moderní otroctví“. V celé zemi (na stavbách, v hotelech i jinde) pracují miliony imigrantů z chudých jihoasijských i afrických zemí. Ti jsou do země přilákáni na falešné a příliš vysoké nabídky. Po příjezdu jsou jim často odebrány osobní doklady a mzda se pohybuje na nejnižší úrovni či vůbec nebývá vyplácena. Dělníci zde pracují kolem 14 hodin denně, 6 až 7 dní v týdnu, bez dodržování bezpečnostních předpisů a na slunci při teplotách až 50 °C.
V zemi jsou političtí vězni a kritika režimu a jeho politiky je trestána mnohaletým vězením.
Lidskoprávní organizace zemi obviňují z nedodržování lidských práv žen i sexuálních menšin.

## Hospodářství

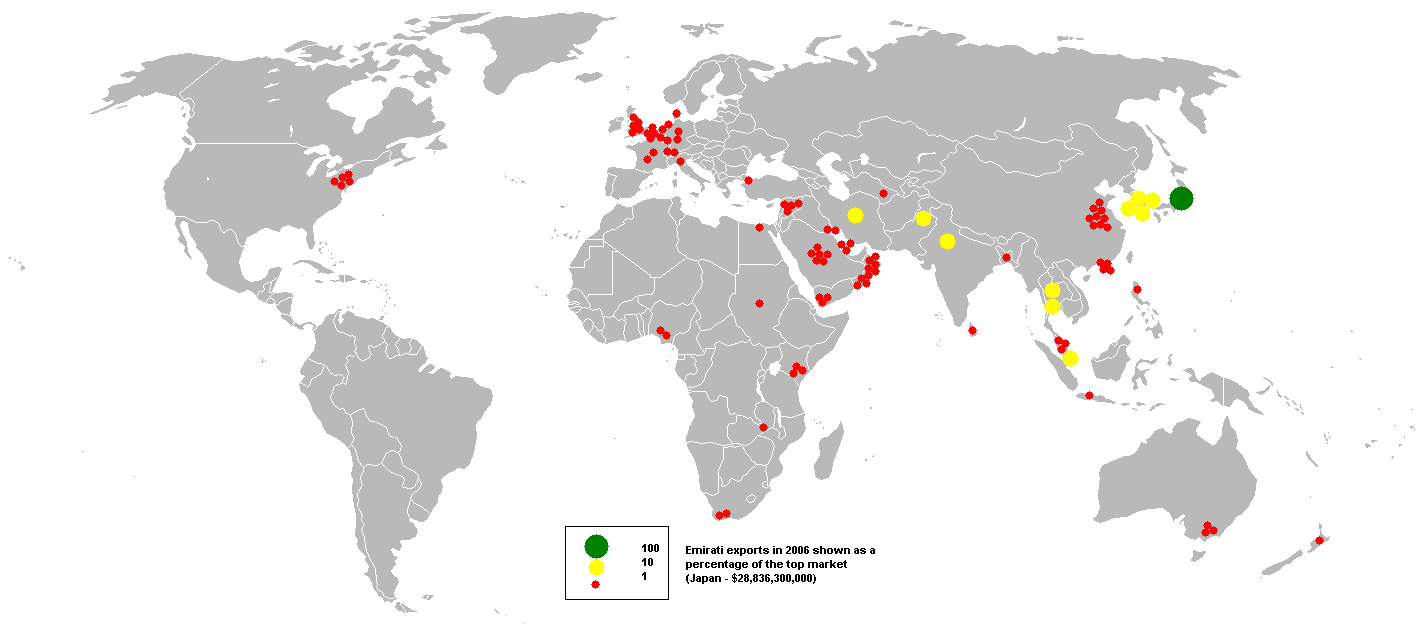
Vývoz v roce 2006

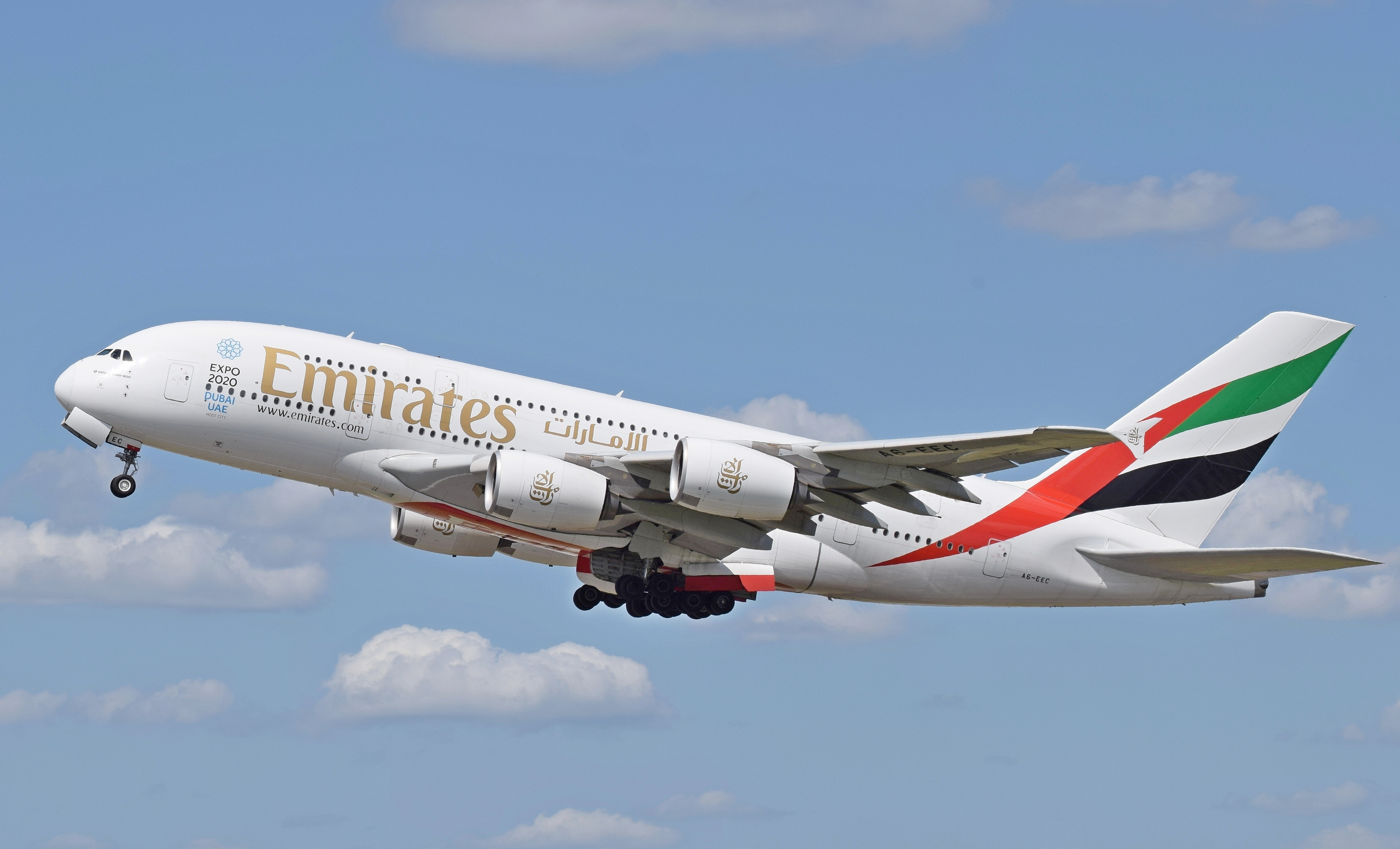
Letoun společnosti Emirates

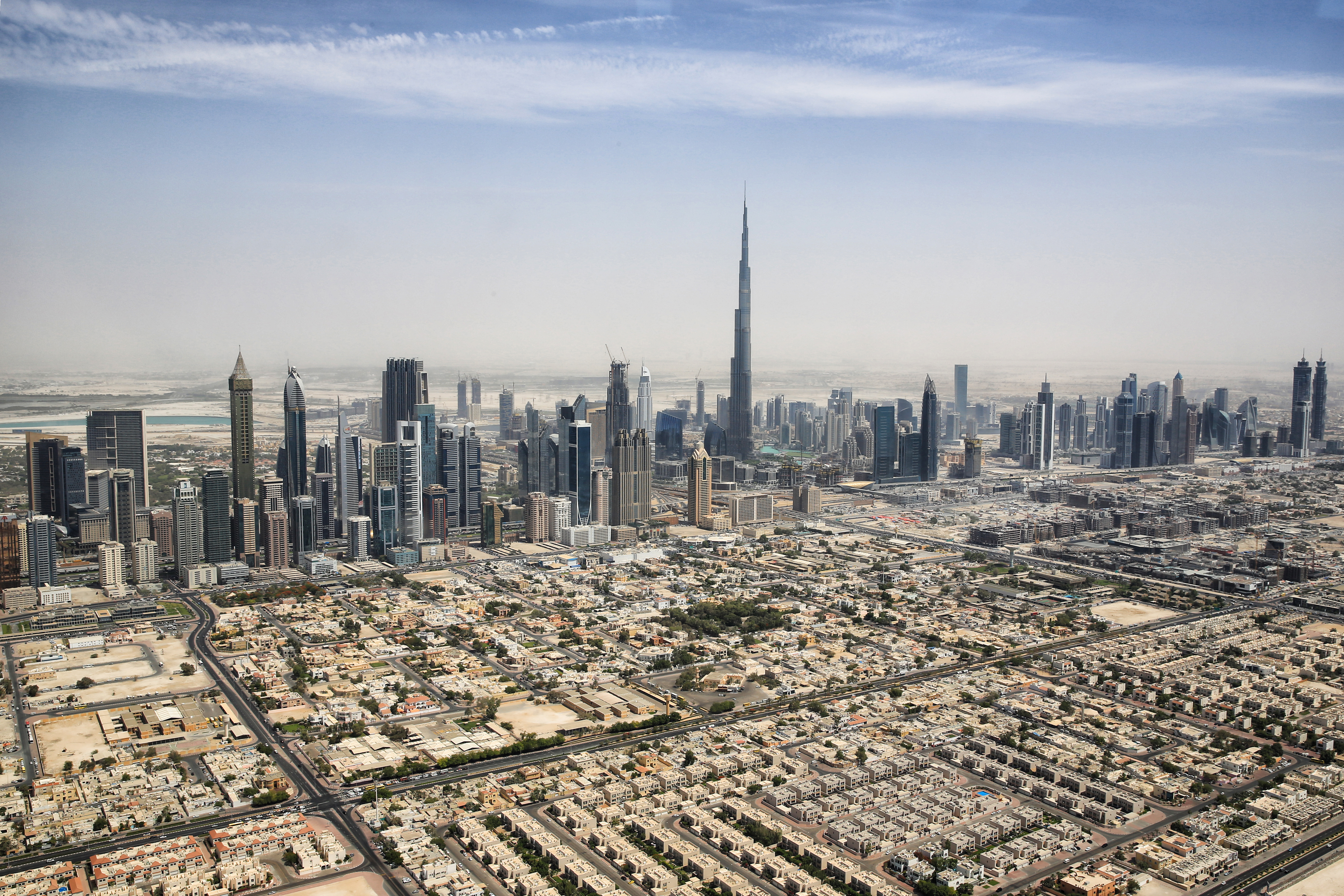
Nejvyšší mrakodrap světa Burdž Chalífa v Dubaji

Ekonomika Spojených arabských emirátů je druhou největší ekonomikou na středním východě (první je Saúdská Arábie). Podle Mezinárodního měnového fondu (odhad k roku 2020) je emirátská ekonomika, z hlediska hrubého domácího produktu v paritě kupní síly, 33. největší ekonomikou světa (to je zhruba na úrovni Jihoafrické republiky či Švýcarska). Vydělí-li se ovšem tato mohutnost ekonomiky počtem obyvatel, je SAE devátým nejbohatším státem světa (na podobné úrovni jako Dánsko nebo Spojené státy). Podle indexu lidského rozvoje, který sestavuje OSN, mají však SAE až 31. nejvyšší kvalitu života na planetě. Tento rozpor souvisí především s nelehkými podmínkami dělníků-přistěhovalců. Jejich vykořisťování bylo již několikrát kritizováno mezinárodními organizacemi a je umocněno tím, že v zemi je zakázána činnost odborů.
Do poloviny 19. století zde bylo hlavním zdrojem obživy lov perel, ryb a obchod s kořením. Hospodářství doznalo proměny poté, kdy vznikla v Abú Zabí kolem roku 1930 první ropná společnost. Vývoz ropy byl zahájen roku 1962. Díky vývozu ropy počala nová éra masivní výstavby budov a celkové zlepšování úrovně života. Nyní je hospodářství země založeno z 85 % na těžbě a zpracování ropy a zemního plynu. SAE se tak staly jedním z nejbohatších států světa. Průmysl je velice rozvinutý. Vyrábí se cement a hliník, dále se kromě ropy těží také mramor. Zemědělství je zanedbatelné. Obdělává se asi 0,5% plochy a to buď v oázách nebo na územích s umělým zavlažováním. Hlavní plodinou je palma datlová. 80% potravin a spotřebního zboží se musí dovážet.  
Spojené arabské emiráty mají od roku 2020 také jadernou elektrárnu Baráka. Jde o první jadernou elektrárnu v celém arabském světě. Katar kvůli této elektrárně podal stížnost k Mezinárodní agentuře pro atomovou energii a cítí se jí ohrožen. Emiráty ale jeho argumenty odmítly. Elektrárnu vybudovaly za pomoci Jihokorejců. 
Země má kvalitní silnice, velké přístavy (Abú Zabí či Dubaj) a čtyři mezinárodní letiště, dvěma největšími jsou Mezinárodní letiště Dubaj a Mezinárodní letiště Ál Maktúma. Národním leteckým dopravcem je společnost Emirates, je vlastněná emirátem Dubaj. V roce 2019 to byla 12. největší letecká společnost na světě podle počtu přepravených pasažérů. Buduje se zde také železnice. Zdravotnictví a školství (jsou zde i vysoké školy) jsou na velice vysoké úrovni a jsou zcela bezplatné pro občany Spojených arabských emirátů.

## Politika
Spojené arabské emiráty jsou federativní konstituční monarchií tvořenou federací sedmi dědičných politických jednotek na bázi kmenové monarchie zvaných šejcháty. Vládne zde Federální nejvyšší rada složená z vládnoucích šejků Abú Zabí, Adžmánu, Fudžajry, Šardžá, Dubaje, Rás al-Chajmy a Umm al-Kuvajnu. Všechny pravomoci, které nejsou svěřeny federální vládě, jsou vyhrazeny jednotlivým emirátům. Určité procento příjmů z každého emirátu je přidělováno do ústředního rozpočtu celých Emirátů.
Pro označení vládců jednotlivých emirátů se v Spojených arabských emirátech používá titul šejk místo emír. Titul je používán kvůli šejchátovsky stylizovanému systému vládnutí v návaznosti na kulturu arabských kmenů, kde šejch znamená vůdce, stařešina nebo kmenový náčelník rodu, který se podílí na společném rozhodování se svými stoupenci. Prezidenta a viceprezidenta volí Federální nejvyšší rada. Obvykle zastává prezidentský úřad hlava dynastie Al Nahyan, která sídlí v Abú Dhabí, a ministerský úřad hlava dynastie Ál Maktúm, která sídlí v Dubaji. Všichni premiéři s výjimkou jednoho zastávali současně funkci viceprezidenta. Federální vláda se skládá ze tří složek:
- Zákonodárná moc: Jednokomorová Nejvyšší rada a poradní Federální národní rada.
- Výkonná moc: Prezident, který je zároveň vrchním velitelem armády, předseda vlády a Rada ministrů.
- Soudní moc: Nejvyšší soud a nižší federální soudy.

Pouze emirát hlavního města Abú Zabí má ústavu. Vládci emirátů jsou členy Nejvyšší rady. Šejkové ze svého středu volí prezidenta a viceprezidenta federace a jmenují čtyřčlenný poradní orgán. Parlament emirátů se schází jednou ročně a schvaluje federální zákony, řada vyhlášek a zejména tradičních zvyklostí zůstává v jednotlivých emirátech odlišná.

### Administrativní členění

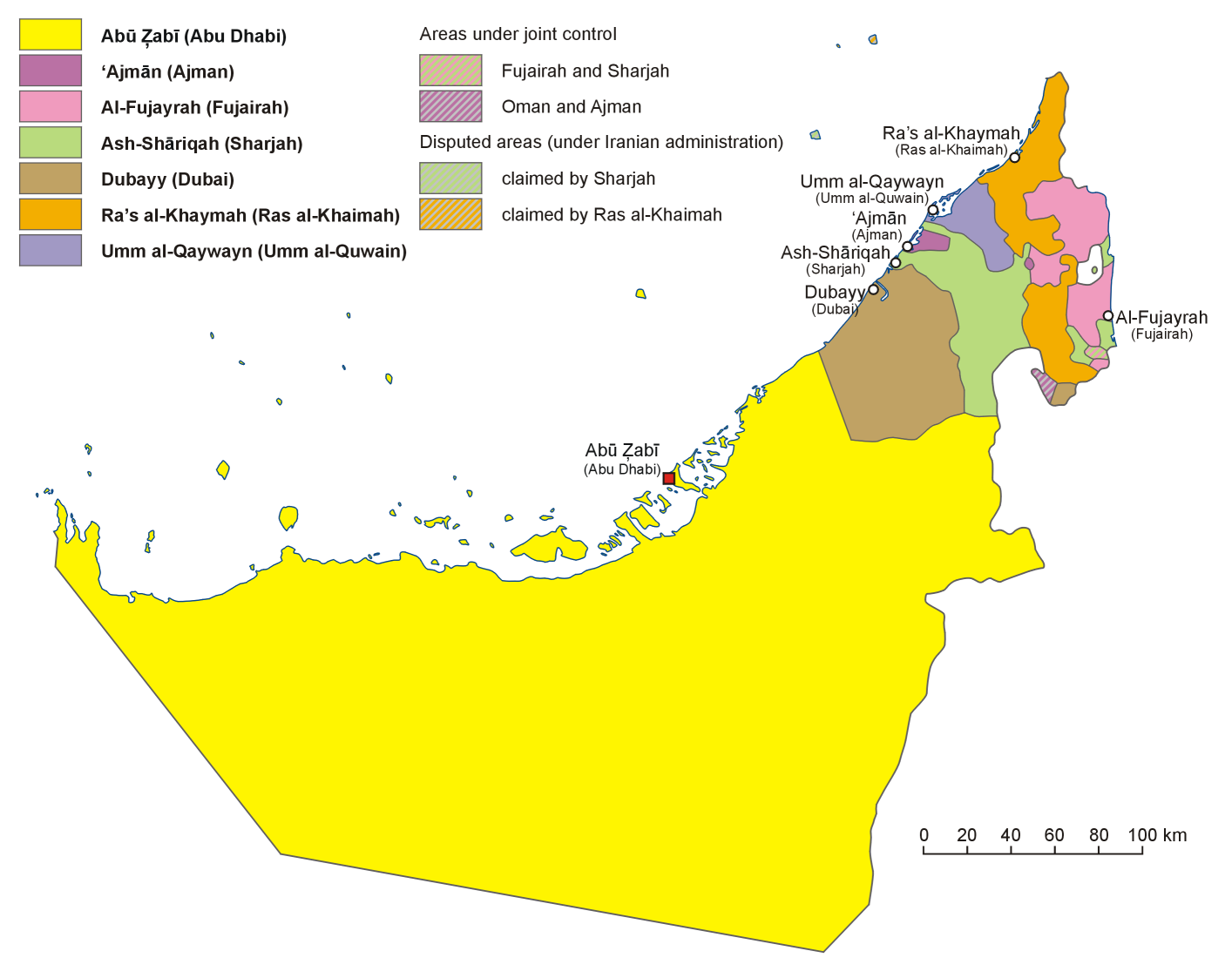
Autonomní emiráty (anglicky)

Země se skládá ze sedmi autonomních emirátů:
- Abú Zabí
- Adžmán
- Dubaj
- Fudžajra
- Rás al-Chajma
- Umm al-Kuvajn
- Šardžá

### Zahraniční vztahy

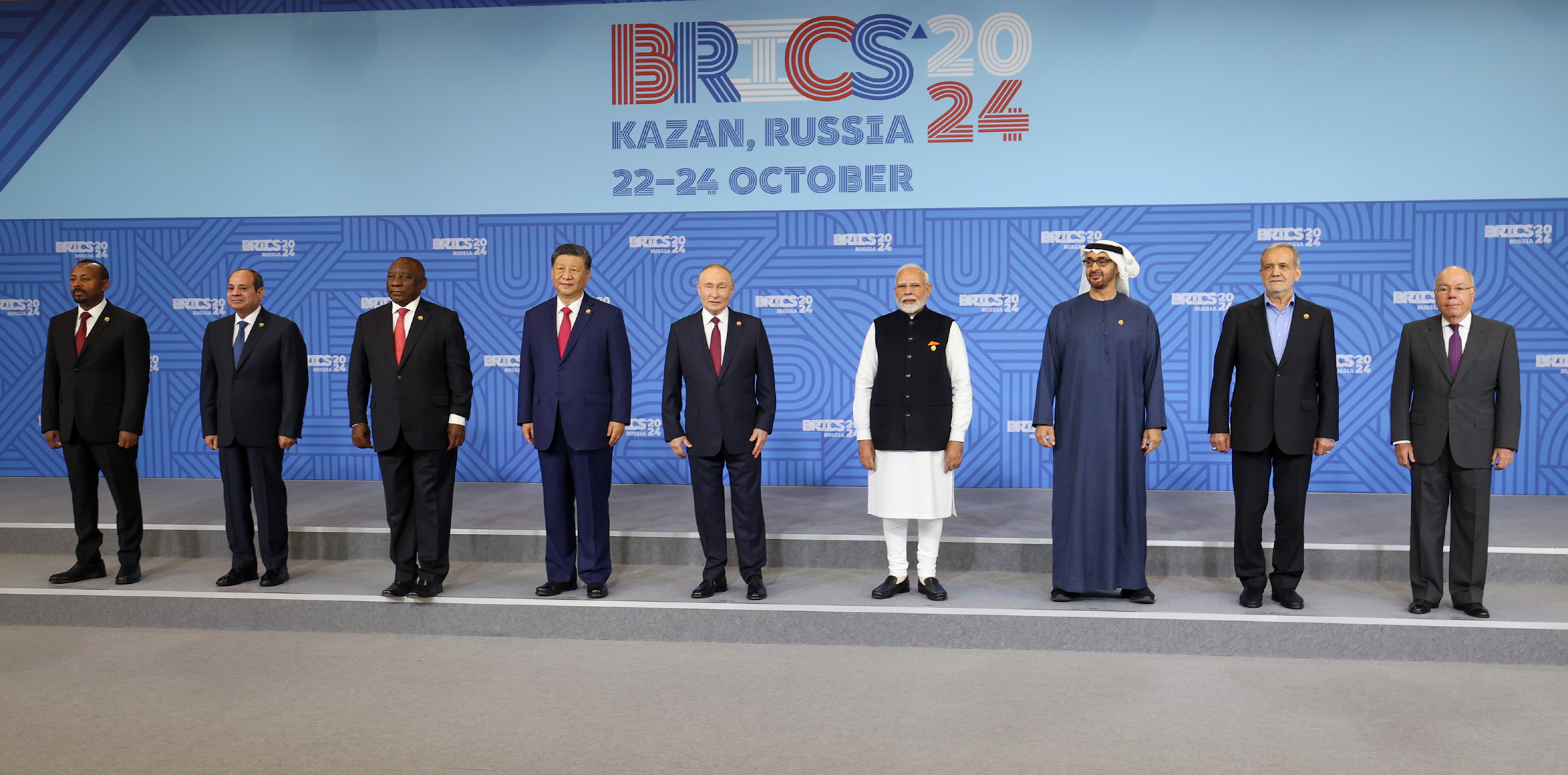
Prezident Zájid Ál Nahján a další představitelé členských států uskupení BRICS na summitu v ruské Kazani v říjnu 2024

Ze strany americké vlády byly SAE kritizovány ve zprávě pro lidská práva v roce 2008 za právo šaría ve svém soudním systému. Cizincům hrozí v zemi pokuta nebo vězení za líbání na veřejnosti nebo v případě, že budou přistiženi pod vlivem alkoholu.
V březnu 2014 zrušily Spojené arabské emiráty vízovou povinnost pro občany České republiky a dalších 12 zemí EU.
Spojené arabské emiráty se v roce 2015 zapojily do vojenské intervence v Jemenu pod vedením Saúdské Arábie. Do SAE vyváží zbraně Česká republika. Podle Amnesty International dostává armáda Spojených arabských emirátů „od západních států a jiných zemí dodávky zbraní v miliardové výši, které obratem posílá milicím do Jemenu, jež prokazatelně páchají válečné zločiny.“
SAE jsou spojencem Spojených států a Američané využívají základny a přístavy na území SAE. 3. srpna 2016 se na tajné schůzce v Trump Tower sešel vyslanec korunních princů SAE a Saúdské Arábie s nejstarším synem Donalda Trumpa Donaldem Trumpem Jr. a nabídl pomoc Trumpově volební kampani. Po Trumpově zvolení prezidentem se zástupce SAE snažil údajně ovlivňovat Trumpovu administrativu k tvrdšímu postoji vůči Kataru během katarské diplomatické krize.

## Kultura
Bohatství Spojených arabských emirátů umožňuje kulturní rozvoj především v oblasti architektury. V emirátech tak v poslední třetině 20. století a na začátku 21. století vznikla řada významných staveb. K nejznámějším patří Burdž Chalífa. Jde o nejvyšší mrakodrap světa, který byl postaven v letech 2004–2010 v Dubaji. Výška je 828 metrů včetně antény, budovu projektovalo architektonické studio Skidmore, Owings and Merrill. Další proslulou stavbou, ba symbolem celého státu, se stal hotel Burdž al-Arab, přezdívaný obvykle Plachetnice. Leží na umělém ostrově asi 260 metrů od pláže čtvrtě Džumeira v Dubaji. Stavba byla dokončena v roce 1999. Unikátní stavbou je také galerie Louvre Abu Dhabi, kterou vyprojektoval francouzský architekt Jean Nouvel. Muzeum Guggenheim Abu Dhabi navrhl jiný slavný architekt, Frank Gehry. K dalším zajímavým stavbám patří Capital Gate v Abú Zabí, Emirates Towers, Jumeirah Beach Hotel nebo rozhledna Dubai Frame. Největší sakrální stavbou v zemi je Mešita šejka Zajeda, otevřená byla v roce 2007. Velmi oblíbená je v SAE stavba umělých ostrovů či poloostrovů, kde si pak staví rezidence ti nejbohatší. K takovým projektům patří The World nebo Palm Islands.

#### Galerie

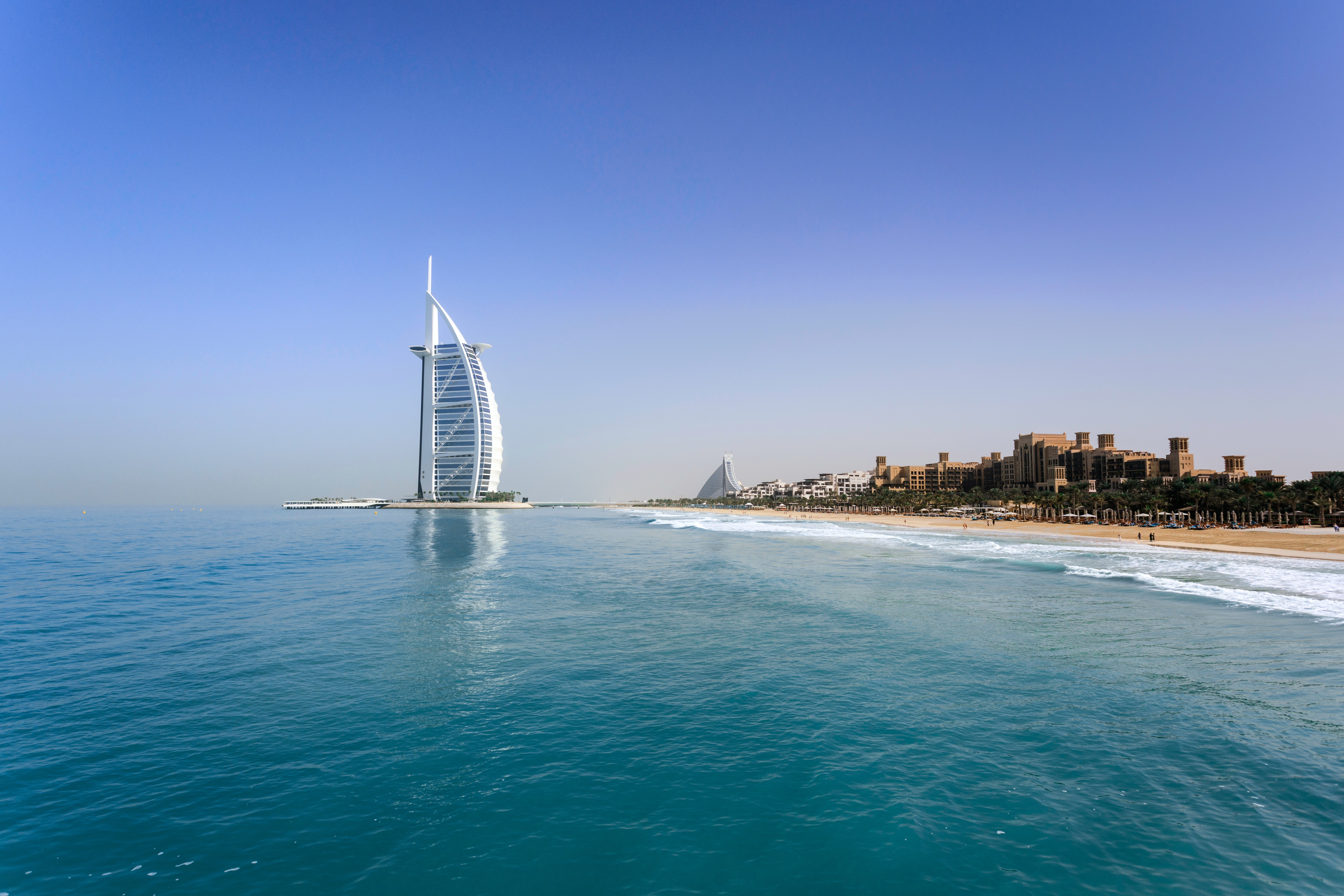
Burdž al-Arab
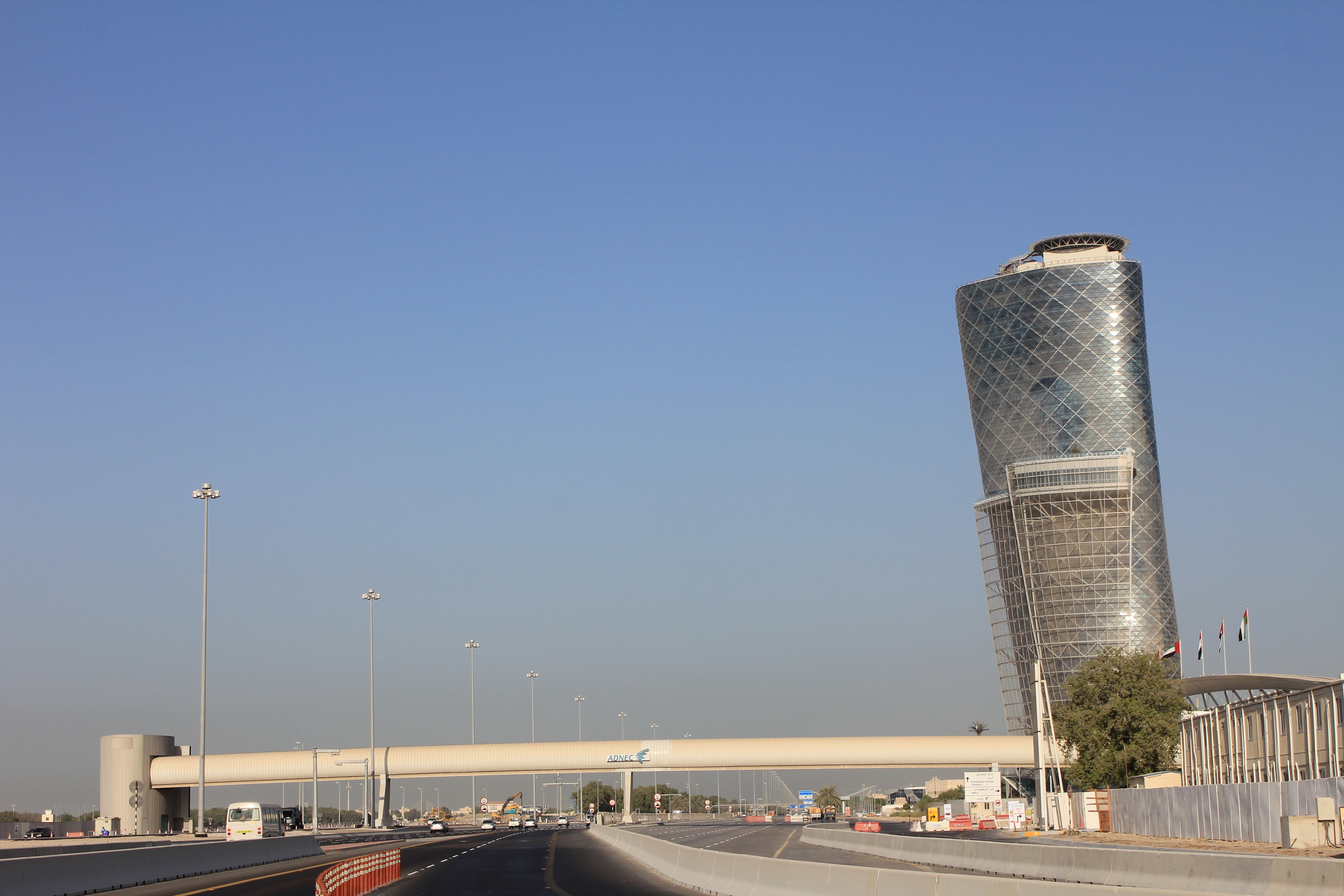
Capital Gate
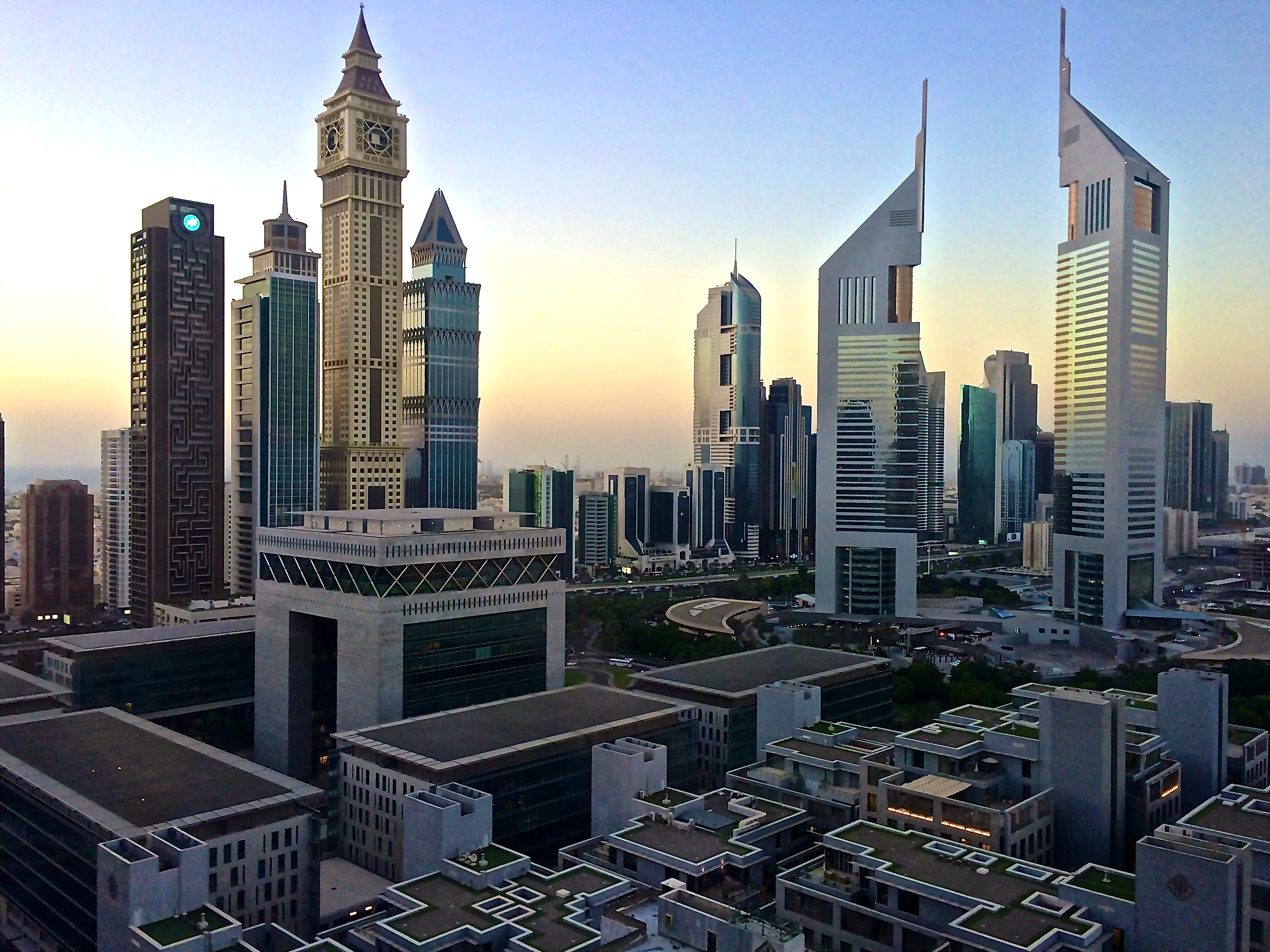
Emirates Towers
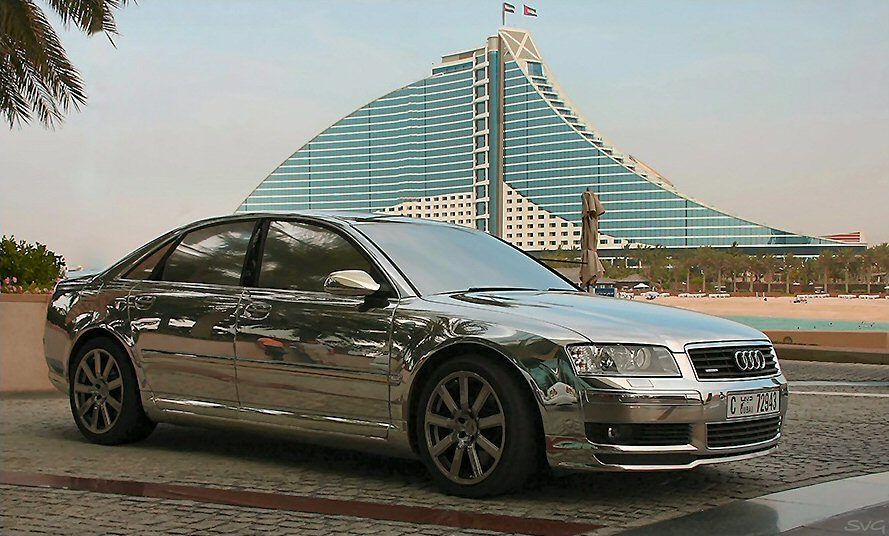
Jumeirah Beach Hotel

### Věda
Ahmad ibn Mádžid, rodák z Rás al-Chajma, byl významný mořeplavec a teoretik nautiky 15. století, který proslul jako lodivod portugalského mořeplavce Vasco da Gamy, jemuž pomohl najít cestu do Indie. Sepsal více než 40 nautických příruček v nichž popsal cesty z Rudého moře a Perského zálivu až k Mosambiku, Madagaskaru, Indii, Indonésii, Číně a Tchaj-wanu. Hazzá al-Mansúrí je prvním emirátským kosmonautem, roku 2019 vyletěl v ruské kosmické lodi Sojuz MS-15 na oběžnou dráhu a pobýval na Mezinárodní vesmírné stanici.

### Sport
Spojené arabské emiráty se od roku 1984 zúčastňují olympijských her. Roku 2004 získaly svou první medaili a hned zlatou. Vybojoval ji ve střelbě Ahmed Ahmad al-Maktúm, syn bývalého premiéra. Druhou olympijskou medaili, bronzovou, přidal v roce 2016 judista Sergiu Toma, rodák z Moldavska. Na okruhu Yas Marina se od roku 2009 koná závod formule 1 Grand Prix Abú Zabí. Unikátní je tím, že závod startuje za denního světla a končí v noci. K tradičním zábavám dlouho patřily dětské závody na velbloudech, ale pod tlakem lidskoprávních aktivistů, například Pákistánce Ansara Burneye, se od nich ustupuje. Největším úspěchem fotbalové reprezentace Spojených arabských emirátů bylo probojování se na závěrečný turnaj mistrovství světa v roce 1990. Dvakrát též vyhrála Gulf Cup, také zvaný Pohár Perského zálivu, a to v letech 2007 a 2013. Dva emirátští fotbalisté vyhráli anketu o nejlepšího fotbalistu Asie, kterou pořádá Asian Football Confederation – v roce 2015 to byl Ahmed Chalil a o rok později Omar Abdulrahman. Adnan Al-Talyani byl vyhlášen nejlepším fotbalistou své země 20. století. Již čtyřikrát se v SAE konalo mistrovství světa ve fotbale klubů. MMA zápasník s čečenskými kořeny a s emirátským občanstvím Khamzat Chimaev vybojoval titul šampiona střední váhy na turnaji UFC 319.

### Kuchyně
Kuchyně Spojených arabských emirátů je směsí blízkovýchodní kuchyně a asijské kuchyně. Protože je dnes v SAE mnoho přistěhovalců, nalezneme zde v hojném počtu jídla z celého světa. Najdeme zde však i tradiční arabská jídla, jako je šauarma, falafel, hummus nebo velbloudí maso. Tradičně se používá hodně mléka, obilí a masa. Dále se hojně používají ryby a koření. Z nápojů je nejpopulárnější čaj. Vepřové maso a alkohol je přísně zakázán.